# 鄧奉
鄧 奉（とう ほう、? - 27年）は、中国の新代から後漢時代初期にかけての武将。荊州で活動した新末後漢初の群雄の一人。荊州南陽郡新野県の人。後漢草創期の功臣である鄧晨の兄の子。弟は鄧終。

## 事跡

### 岑彭との激戦
| 姓名           | 鄧奉                       |
| 時代           | 新代 - 後漢時代            |
| 生没年         | 生年不詳 - 27年（建武3年） |
| 字・別号       | 〔不詳〕                   |
| 本貫・出身地等 | 荊州南陽郡新野県           |
| 職官           | 破虜将軍〔後漢〕           |
| 爵位・号等     | -                          |
| 陣営・所属等   | 更始帝→光武帝→〔独立勢力〕 |
| 家族・一族     | 叔父：鄧晨 弟：鄧終        |

更始元年（23年）、鄧奉は育陽（南陽郡）で反新の挙兵を行い、同地を拠点とした。更始2年（24年）、樊崇率いる赤眉軍が荊州へ進攻してくると、これに敗北した更始帝配下の前大司馬劉賜が育陽に逃げ込んでおり、鄧奉の庇護を受けたと見られる。また、行大将軍事陰識（陰麗華の異母兄）も、この時に鄧奉の客将となり、陰麗華も身を寄せている。
建武元年（25年）、光武帝（劉秀）が即位すると、鄧奉も叔父の鄧晨と同様にその臣下となり、破虜将軍に任命された。しかし建武2年（26年）、大司馬呉漢が、宛の董訢ら荊州の群雄を討伐に向かったが、呉漢軍はその際に各所で略奪行為を行い、鄧奉の故郷の新野も被害にあった。激怒した鄧奉は、呉漢の軍を撃破し、漢に叛くことになる。この時、かねてから親交のあった趙憙が、鄧奉に度々書面を送って叛逆を非難したが、鄧奉は聞く耳を持たなかった。
鄧奉は董訢と協力して、漢の揚化将軍堅鐔を南北から挟撃、包囲して、1年に渡り困窮させた。同年11月、光武帝は廷尉岑彭を征南大将軍に任命し、8人の将軍を率いさせて堵郷（南陽郡葉県方城付近）の董訢を攻撃した。しかし鄧奉が董訢を救援し、その部隊は南陽の精鋭であったため、岑彭軍を相手に善戦する。その戦いぶりは、賈復を負傷させ、育陽の戦いで朱祜を生け捕りにするほどであった。

### 光武帝の親征に敗北
建武3年（27年）3月、ついに光武帝が親征すると、董訢は別働隊を派遣してそれを阻もうとしたが、岑彭により別働隊は葉県で撃破される。光武帝が堵陽（南陽郡）に到達すると、鄧奉は育陽へ逃走し、董訢は降伏した。光武帝が追撃してきたため、鄧奉は小長安聚（南陽郡育陽県）で決戦を挑むが大敗した。進退窮まった鄧奉は、捕虜にしていた朱祜の仲介で漢に降伏する。
光武帝は、鄧奉がかつての功臣であり、また反逆の原因は呉漢の悪行にあったため、これを赦そうとしている。しかし岑彭と耿弇は、「鄧奉は皇恩に反し、陛下の親征を受けながら誤りを後悔しようともせず、敗北してからやっと投降しただけです。処刑しなければ示しがつきません」と諫言したため、鄧奉はついに処刑された。